# Brochocoleus rostratus
Brochocoleus rostratus is een keversoort uit de familie Ommatidae. De wetenschappelijke naam van de soort is voor het eerst geldig gepubliceerd in 1999 door Ponomarenko.